# Patrologia Latina

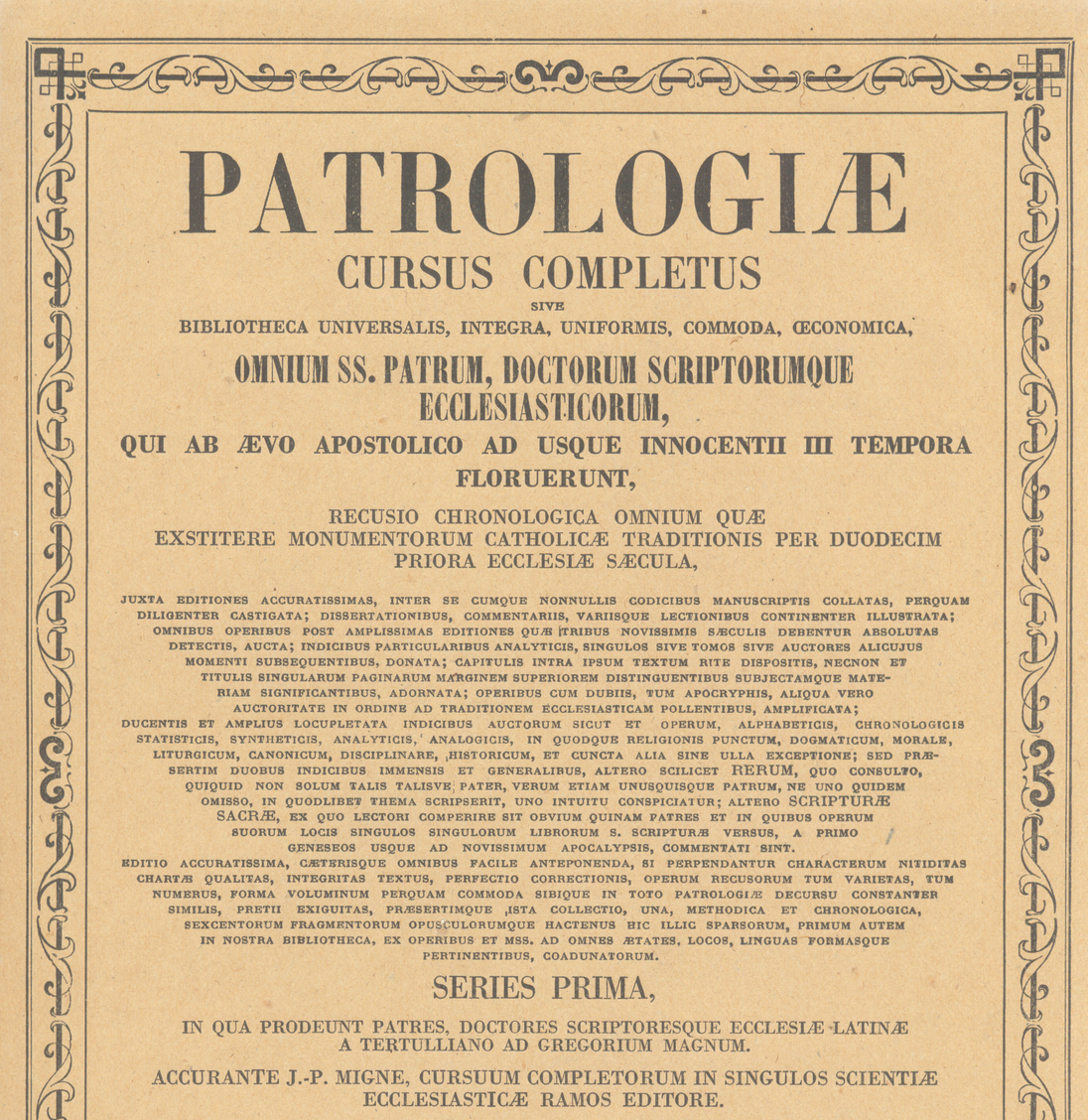
Capa - Patrologia Latina, volume 5 - Paris, 1844

A Patrologia Latina é uma enorme coleção de escritos dos Padres da Igreja e outros escritores eclesiásticos publicada por Jacques-Paul Migne entre 1844 e 1855 e os índices publicados entre 1862 e 1865.
Embora consista de reimpressões de edições antigas, algumas com erros e sem cumprir com os padrões modernos para estudos acadêmicos, a série, por sua disponibilidade (está presente em muitas bibliotecas acadêmicas) e o fato de incorporar muitos textos para os quais não há uma edição crítica moderna disponível, a Patrologia é ainda largamente utilizada por estudiosos da Idade Média e é, neste respeito, comparável ao Monumenta Germaniae Historica. A Patrologia Latina é uma parte da "Patrologiae Cursus Completus", sendo que a outra é a "Patrologia Grega", composta de obras patrísticas e medievais em grego com suas traduções para o latim.

## A obra
A Patrologia Latina inclui mais de mil anos de obras latinas, de Tertuliano ao Papa Inocêncio III, em 217 volumes: 
1. Volumes 1 até 73, de Tertuliano até Gregório de Tours, foram publicados entre 1844 e 1849.
2. Volumes 74 até 217, do Papa Gregório I até Inocêncio III, de 1849 até 1855.

Embora a coleção termine no ano de 1216 (morte de Inocêncio), Migne originalmente queria incluir documentos até a Reforma Protestante. Esta tarefa se mostrou grande demais, embora alguns comentários ou documentos posteriores, associados aos textos já abrangidos, foram incluídos.
As placas de impressão da Patrologia foram destruídas num incêndio em 1868. Porém, com a ajuda da gráfica Garnier, elas foram restauradas e novas edições foram publicadas, iniciando na década de 1880. Estas reedições nem sempre correspondem exatamente com a série original, nem em qualidade e nem no arranjo interno, o que exige precaução quando utilizadas.

## Lista completa
Autores anteriores ao século V
PL 1-2: Tertuliano (Tertullianus)
PL 3-5: Minúcio Félix (Minucius Felix), Dionísio de Alexandria (Dionysius Alexandrinus), Papa Cornélio (Cornelius papa), Novaciano (Novatianus), Papa Estêvão I (Stephanus I), Cipriano de Cartago (Cyprianus Carthaginensis), Arnóbio Afer (Arnobius Afer), Dionísio de Alexandria (Dionysius Alexandrinus), Comodiano (Commodianus Gazaeus)
PL 6–7: Lactâncio (Lactantius)
PL 8: Constantino I (Constantinus I), Vitorino de Pettau (Victorinus Petavionensis)
PL 9–10:Hilário de Poitiers (Hilarius Pictaviensis)
PL 11: Zenão de Verona (Zeno Veronensis), Optato de Milevi (Optatus Milevitanus)
PL 12: Eusébio de Vercelli (Eusebius Vercellensis), Júlio Fírmico Materno (Firmicus Maternus)
PL 13: Papa Dâmaso I (Damasus), Paciano (Pacianus), Lúcifer Calaritano (Lucifer Calaritanus)
PL 14–17: Ambrósio de Milão (Ambrosius Mediolanensis)
PL 18: Ulfilas (Ulfilas Gothorum), Papa Símaco (Symmachus), Martinho de Tours (Martinus Turonensis), Ticônio (Tichonius)
PL 19: Juvenco (Juvencus), Célio Sedúlio (Sedulius Coelius), Otaciano (Optatianus), Severo Retórico (Severus Rhetor), Faltônia Proba (Faltonia Proba)
PL 20: Sulpício Severo (Sulpicius Severus), Paulino de Milão (Paulinus Mediolanensis), Fausto de Milevo (Faustus Manichaeus), Inocêncio I (Innocentius I), Aurélio de Cartago (Aurelius Episcopus Carthaginensis)
PL 21: Rufino de Aquileia (Rufinus Aquileiensis), Pelágio, o Heresiarca (Pelagius haeresiarcha)
PL 22–30: Jerônimo de Estridão (Hieronymus Stridonensis)
PL 31: Flávio Lúcio Dexter (Flavius Lucius Dexter), Paulo Orósio (Paulus Orosius)
Autores do século V
PL 32–47: Agostinho de Hipona (Augustinus Hipponensis)
PL 48: Mário Mercator (Marius Mercator)
PL 49–50: João Cassiano (Joannes Cassianus)
PL 51: Próspero de Aquitânia (Prosper Aquitanus)
PL 52: Pedro Crisólogo (Petrus Chrysologus)
PL 53: Claudiano Mamerto (Mamertus Claudianus), Salviano de Massília (Salvianus Massiliensis), Arnóbio, o Jovem (Arnobius junior), Patrício da Irlanda (Patricius Hiberniae)
PL 54–56: Papa Leão I (Leo I)
PL 57: Máximo de Turim (Maximus Taurinensis)
PL 58: Papa Hilário (Hilarus papa), Papa Simplício (Simplicius papa), Papa Félix III (Felix III)
PL 59: Papa Gelásio I (Gelasius I), Ávito de Vienne (Avitus Viennensis), Faustino de Bréscia (Faustinus)
PL 60: Aurélio Prudêncio (Aurelius Prudentius), Dracôncio (Dracontius)
PL 61: Paulino de Nola (Paulinus Nolanus), Oriêncio (Orientius), Auspício de Toul (Auspicius Tullensis)
PL 62:   Pascásio, o Diácono (Paschasius Diaconus), São Símaco (Sanctus Symmachus),  Pedro, o Diácono (Petrus Diaconus), Virgilius Tapsensis, Leão I Magno (Leo I Magnus), Concílio de Calcedônia (atos) (Concilium Chalcedonense), Atanásio de Alexandria (Athanasius), Rustício Elpídio (Rusticus Helpidius), Eugípio Africano (Eugyppius Africae)
PL 63: Boécio (Boetius), Félix Enódio (Ennodius Felix), Trifólio, o Presbítero (Trifolius presbyter), Papa Hormisda (Hormisdas I), Élpis (Elpis)
PL 64: Boécio (Boetius)
PL 65: Fulgêncio de Ruspe (Fulgentius Ruspensis), Papa Félix IV (Felix IV), Papa Bonifácio II (Bonifacius II)
PL 66: Bento de Núrsia (Benedictus pater monachorum Occidentalium)
PL 67: Dionísio Exíguo (Dionysius Exiguus), Vivenciolo de Lyon (Viventiolus Lugdunensis), Troiano de Saintes (Trojanus Santonensis), Ponciano da África (Pontianus Africae), Cesário de Arles (Caesarius Arelatensis), Fulgêncio Ferrando (Fulgentius Ferrandus)
PL 68: Primásio de Adrumeto (Primasius Adrumetanus), Arátor (Arator), Nicécio de Tréveris (Nicetius Trevirensis), Aureliano de Arles
PL 69–70: Cassiodoro (Cassiodorus)
PL 71: Gregório de Tours (Gregorius Turonensis)
PL 72: Papa Pelágio II (Pelagius II), Papa João II (Joannes II), Papa Bento I (Benedictus I)
PL 73–74: Vitae Patrum
PL 75–78: Papa Gregório I (Gregorius I)
PL 79: Eutrópio de Valência (Eutropius Episcopus), Papa Gregório I (Gregorius I), Patério (Paterius (Notarius Gregorii I)), Alulfus Tornacensis
Autores dos séculos VI e VII
PL 80: Máximo de Saragoça (Maximus Caesaraugustanus Episcopus), Eutrópio de Valência (Eutropius Episcopus), Tarra Monachus, São Dinoto (Dinothus Abbas), Dínamo Patrício (Dynamus Patricius), Agostinho de Cantuária (Augustinus Apostolus Anglorum), Papa Bonifácio IV (SS Bonifacius IV), Concilium Romanum III, Bulgaranus, Paulus Emeritanus Diaconus, Tamaius De Vargas, Gundemaro (Gondemarus Rex Gothorum), Marcos de Cássia, Warnaharius Lingonensis Episcopus, São Columbano (Columbanus Hibernus), Alphanus Beneventianus Episcopus, Ailerano (Aileranus Scoto Hibernus), Etelberto de Kent (Ethelbertus Anglorum), Papa Adeodato I (SS Adeodatus I), Sisebuto, o Godo (Sisebutus Gothorum), Bertram de Le Mans (Bertichramnus Cenomanensis), Protandius Vesuntinus Archiepiscopus, Papa Bonifácio V (SS Bonifacius V), Sonniatus Rhemensis Archiepiscopus, Vero da Rutênia (Verus Ruthenensis Episcopus), Clotário III (Chlotarius II Francorum Rex), Papa Honório I (SS Honorius I), Dagoberto I (Dagobertus Francorum Rex), Hadoinudus Cenomanensis Episcopus, Sulpício (Sulpicius Bituricensis Episcopus), Autbertus Cameracensis, Papa João IV (SS Ioannes IV), Eutrandus Ticinensis Diaconus, Vítor de Cartago (Victor Carthaginensis Episcopus), Bráulio de Saragoça (Braulio Caesaraugustiani), Taio de Saragoça (Taio Caesaraugustianus Episcopus)
PL 81–84: Isidoro de Sevilha (Isidorus Hispalensis)
PL 85–86: Rito moçárabe (Liturgia Mozarabica)
PL 87: Autores diversos do século VII (Auctores VII saec.)
PL 88: Venâncio Fortunato (Venantius Fortunatus), Criscônio Africano (Crisconius Africanus)
PL 89: Papa Sérgio I (Sergius I), Papa João VI (Joannes VI), Félix de Ravena (Felix Ravennatensis), Bonifácio de Mogúncia (Bonifacius Moguntinus)
PL 90–95: Beda (Beda)
PL 96: Ildefonso de Toledo (Hildefonsus Toletanus), Juliano de Toledo ( Julianus Toletanus), Papa Leão II (Leo II)
Autores dos séculos IX e X
PL 97–98: Carlos Magno (Carolus Magnus), Luís I da França (Ludovicus I), Lotário I (Lotharius), Rodolfo I (Rudolphus I)
PL 99: Paulino de Aquileia (Paulinus Aquileiensis), Teodoro de Tarso (Theodorus Cantuariensis)
PL 100–101: Alcuíno (Alcuinus)
PL 102: Esmaragdo de São Mihiel (Smaragdus S. Michaelis)
PL 103: Bento de Aniano (Benedictus Anianensis), Ardo Esmaragdo (Ardo Smaragdus), Sedúlio Escoto (Sedulius Scotus)
PL 104: Agobardo de Lyon (Agobardus Lugdunensis), Eginardo (Eginhardus), Cláudio de Turim (Claudius Taurinensis), Luís, o Piedoso (Ludovicus Pius)
PL 105: Teodulfo de Orleães (Theodulfus Aurelianensis), Eigilo de Fulda (Eigil Fuldensis), Dungal (Dungalus reclusus), Ermoldo Nigelo (Ermoldus Nigellus), Amalário de Metz (Symphosius Amalarius)
PL 106: Papa Gregório IV (Gregorius IV), Papa Sérgio II (Sergius II), Jonas de Orleães (Jonas Aurelianensis), Freculfo (Freculphus Lexoviensis), Frotário de Toul (Frotharius Tullensis)
PL 107–112: Rábano Mauro (Rabanus Maurus)
PL 113–114: Valafrido Estrabão (Walafridus Strabo), a Glossa Ordinaria
PL 115: Papa Leão IV (Leo IV), Papa Bento III (Benedictus III), Eulógio de Toledo (Eulogius Toletanus), Esperaindeo, Prudêncio de Troyes (Prudentius Trecensis), Angelomo de Luxeuil (Angelomus Lexoviensis)
PL 116–118: Haimo de Halberstadt (Haymo Halberstatensis)
PL 119: Papa Nicolau I (Nicolaus I), Floro de Lyon (Florus Lugdunensis), Lupo Servato (Lupus Ferrariensis)
PL 120: Pascásio Radberto (Paschasius Radbertus)
PL 121: Ratramo (Ratramnus Corbeiensis), Enéas de Paris (Aeneas Parisiensis), Remígio de Lyon (Remigius Lugdunensis), Vandalberto de Prum (Wandalbertus Prumiensis), Álvaro de Córdova (Paulus Alvarus Cordubensis), Godescalco (Gotteschalcus Orbacensis)
PL 122: João Escoto Erígena (Joannes Scotus)
PL 123: Ado de Vienne (Ado Viennensis)
PL 124: Usuardo de Saint-Germain (Usuardus Sangermanii), Carlos, o Calvo (Carolus II Calvus)
PL 125–126: Hincmar de Reims (Hincmarus Rhemensis)
PL 127–129: Anastácio Bibliotecário (Anastasius bibliothecarius)
PL 130: Isidoro Mercador (Isidorus Mercator)
PL 131: Remígio de Auxerre (Remigius Antissiodorensis), Notker de São Galo (Notkerus Balbulus)
PL 132: Regino de Prum (Regino Prumiensis), Hucbaldo (Hucbaldus S. Amandi)
PL 133: Odão de Clúnia (Odo Cluniacensis)
PL 134: Ato de Vercelli (Atto Vercellensis)
PL 135: Flodoardo (Flodoardus Remensis), Papa João XIII (Joannes XIII)
PL 136: Ratério (Ratherius Veronensis), Liuprando de Cremona (Liutprandus Cremonensis)
PL 137: Rosvita de Gandersheim (Hrothsuita Gandersheimensis), Viduquindo de Corvey (Widukindus Corbeiensis), Dunstano (Dunstanus Cantuariensis), Adso de Montier-en-Der (Adso Dervensis), João Arnulfo de Metz (Joannes S. Arnulfi Metensis)
PL 138: Riquero (Richerus S. Remigii)
PL 139: Papa Silvestre II (Gerbertus), Aimoin (Aimoinus Floriacensis), Abão de Fleury (Abbo Floriacensis), Dietmaro de Merseburgo (Thietmarus Merseburgensis)
Autores dos século XI
PL 140: Burcardo de Worms (Burchardus Wormaciensis), Henrique II, imperador (Henricus II imperator), Adalboldo II de Utrecht (Adelboldus Trajectensis), Tangmar de Hildesheim (Thangmarus Hildesheimensis)
PL 141: Fulberto de Chartres (Fulbertus Carnotensis), Guido de Arezzo (Guido Aretinus), Papa João XIX (Joannes XIX)
PL 142: Bruno de Würzburg (Bruno Herbipolensis), Odilo de Cluny (Odilo Cluniacensis), Berno de Reichenau (Berno Augiae Divitis)
PL 143: Hermano de Reichenau (Hermannus Contractus), Humberto de Silva Candida (Humbertus Silvae Candida), Papa Leão IX (Leo IX)
PL 144–145: Pedro Damião (Petrus Damianus)
PL 146: Otlo de Santo Emerão (Othlonus S. Emmerammi), Adão de Brema (Adamus Bremensis), Gundecaro de Eichstätt (Gundecharus Eichstetensis), Lamberto de Hersfeld (Lambertus Hersfeldensis), Pedro de Maillezais (Petrus Malleacensis)
PL 147: João de Avranches (Joannes Abrincensis), Bernoldo de Constança (Bertholdus Constantiensis), Bruno de Magdeburgo (Bruno Magdeburgensis), Mariano Escoto (Marianus Scottus), Landulfo de Milão (Landulfus Mediolanensis), Alfano I de Salerno (Alphanus Salernitanus)
PL 148: Papa Gregório VII (Gregorius VII)
PL 149: Papa Vítor III (Victor III), Anselmo de Lucca (Anselmus Lucensis), Guilherme de Jumièges (Willelmus Calculus)
PL 150: Lanfranco de Cantuária (Lanfrancus Cantuariensis), Herluinus Beccensis, Willelmus Beccensis Abbas, Boso Beccensis Abbas, Teobaldo de Bec (Theobaldus Beccensis Abbas), Letardus Beccensis Abbas, Agostinho de Cantuária (Augustinus Cantuariensis Episcopus), Bonizo de Sutri (Bonizio Sutrensis Placentinus Episcopus), Guilherme, o Valão (Guillelmus Metensis Abbas), Guilherme de Hirsau (Wilhelmus Hirsaugensis Abbas), Herimannus Metensis Episcopus, Theodoricus S Audoeni Monachus, Guido Farfensis Abbas, Aribo Escolástico, Henrique Pomposiano Clérigo, Roberto de Tumbalena, Gerardus Cameracensis Episcopus II, Reynaldus Remensis Archiepiscopus I, Johannes Cotto, Fulco Corbeiensis Abbas, Gillebertus Elnonensis Monachus, Willelmus Clusiensis Monachus, Durandus Claromontanus Episcopus, Hemmingus Wigorniensis Monachus, Radbodus Tornacensis Episcopus, Agano Augustodunensis Episcopus, Oldaricus Praepositus, Bernardus Lutevensis Episcopus, Fulcoius Meldensis Subdiaconus, Constantino, o Africano (Constantinus Africanus), cardeal Deusdédito (Deusdedit Cardinalis), Guilherme de Poitiers (Willelmus Pictavensis Archidiaconus), João de Garlandia (Joannes De Garlandia), Rufinus Episcopus
PL 151: Papa Urbano II (Urbanus II)
PL 152–153: Bruno de Colônia (Bruno Carthusianorum)
PL 154: Hugo de Flavigny (Hugo Flaviniacensis), Ekkehard de Aura (Ekkehardus Uraugiensis), Wolfelmo de Brauweiler (Wolphelmus Brunwillerensis)
PL 155: Godofredo de Bulhão (Godefridus Bullonius), Raul Ardens (Radulfus Ardens), Lupo Protoespatário (Lupus Protospatarius)
PL 156: Guiberto de Nogent (Guibertus S. Mariae de Novigento)
PL 157: Godofredo de Vendôme (Goffridus Vindocinensis), Teofrido de Echternach (Thiofridus Efternacensis), Pedro Afonso (filósofo) (Petrus Alphonsi)
PL 158–159: Anselmo de Cantuária (Ivo Carnotensis)
Autores dos século XII em diante
PL 160: Sigeberto de Gembloux (Sigebertus Gemblacensis)
PL 161: Ivo de Chartres (Ivo Carnotensis)
PL 162: Ivo de Chartres (Ivo Carnotensis), Pedro Grossolano (Petrus Chrysolanus), Anselmo de Laon (Anselmus Laudunensis)
PL 163: Papa Pascoal II (Paschalis II), Papa Gelásio II (Gelasius II), Papa Calisto II (Gelasius II)
PL 164–165: Bruno de Segni (Bruno Astensis)
PL 166: Baldrico de Dol (Baldricus Dolensis), Papa Honório II ( Honorius II), Cosme de Praga (Cosmas Pragensis) Cosmas Pragensis
PL 167–170: Ruperto de Deutz (Rupertus Tuitensis)
PL 171: Hildeberto (Hildebertus Turonensis), Marbodo de Rennes (Marbodus Redonensis)
PL 172: Honório de Autun (Honorius Augustodunensis)
PL 173: Leão de Óstia (Leo Marsicanus), Pedro, o Diácono (Petrus diaconus), Rodolfo de São Trond  (Rodulfus S. Trudonis)
PL 174: Godefredo de Admont (Godefridus Admontensis)
PL 175–177: Hugo de São Vítor (Hugo de S. Victore)
PL 178: Pedro Abelardo (Petrus Abaelardus)
PL 179: Guilherme de Malmesbury (Willelmus Malmesburiensis)
PL 180: Papa Eugênio III (Eugenius III), Guilherme de Saint-Thierry (Guillelmus S. Theodorici)
PL 181: Herveu de Bourg-Dieu (Herveus Burgidolensis)
PL 182–185: Bernardo de Claraval (Bernardus Claraevallensis)
PL 186: Abade Suger de Saint-Denis (Sugerius S. Dionysii), Roberto Pulo (Robertus Pullus), Zacarias Crisopolitano (Zacharias Chrysopolitanus)
PL 187: Graciano (Gratianus)
PL 188: Orderico Vital (Ordericus Vitalis), Papa Anastácio IV (Anastasius IV), Papa Adriano IV (Adrianus IV)
PL 189: Pedro, o Venerável (Petrus Venerabilis)
PL 190: Tomás Becket (Thomas Cantuariensis), Herberto de Bosham (Herbertus de Boseham), Gilberto Foliot (Gilbertus Foliot)
PL 191–192: Pedro Lombardo (Petrus Lombardus)
PL 193: Garnério de São Vítor (Garnerius S. Victoris), Gerhoh de Reichersberg (Gerhohus Reicherspergensis)
PL 194: Gerhoh de Reichersberg (Gerhohus Reicherspergensis), Hugo de Poitiers (Hugo Pictavinus), Isaac de Stella (Isaac de Stella), Alquero de Claraval (Alcherus Claraevallensis)
PL 195: Egberto de Schönau (Eckbertus Abas Schonaugiensis), Isabel de Schönau (Elisabeth Schonaugiensis), Elredo de Rievaulx (Aelredus Rievallensis), Wolbero de Colônia (Wolbero S. Pantaleonis)
PL 196: Ricardo de São Vitor (Richardus S. Victoris)
PL 197: Hildegarda de Bingen (Hildegardis abbatissa)
PL 198: Adão Escoto (Adamus Scotus), Pedro Comestor (Petrus Comestor), Godofredo de Viterbo (Godefridus Viterbiensis)
PL 199: João de Salisbury (Joannes Saresberiensis)
PL 200: Papa Alexandre III (Alexander III)
PL 201: Arnulfo de Lisieux (Arnulfus Lexoviensis), Guilherme de Tiro (Guillelmus Tyrensis)
PL 202: Pedro de La Celle (Petrus Cellensis), Papa Urbano III (Urbanus III), Papa Gregório VIII (Gregorius VIII), Hugo Eteriano (Hugo Eterianus), Gilberto Foliot (Gilbertus Foliot)
PL 203: Filipe de Harveng (Philippus de Harveng)
PL 204: Reiner de São Laurêncio (Reinerus S. Laurentii Leodiensis), Papa Clemente III (Clemens III)
PL 205: Pedro Cantor (Petrus Cantor)
PL 206: Papa Celestino III (Coelestinus III), Tomás de Cister (Thomas Cisterciensis), João de Abbeville (Joannes Algrinus)
PL 207: Pedro de Blois (Petrus Blesensis)
PL 208: Martinho de Leão (Martinus Legionensis)
PL 209: Martinho de Leão (Martinus Legionensis), Guilherme de Paris (Wilhelmus Daniae), Gualtério de Châtillon (Gualterus de Castellione)
PL 210: Alain de Lille (Alanus de Insulis)
PL 211: Estêvão de Tournai (Stephanus Tornacensis), Pedro de Poitiers (Petrus Pictaviensis), Adão de Perseigne (Adamus Perseniae)
PL 212: Helinando de Froidmont (Helinandus Frigidi Montis), Gunter de Cister (Guntherus Cisterciensis), Odão de Soliaco (Odo de Soliaco)
PL 213: Sicardo de Cremona (Sicardus Cremonensis), Pedro de Vaux de Cernay (Petrus Sarnensis)
PL 214–217: Papa Inocêncio III (Innocentius III)
PL 218–221: Índices